# Swisscows
Swisscows — поисковая система, принципиально не хранящая данные о поисковых запросах пользователей. Запущена в 2014 году компанией Hulbee AG, позже переименованная в Swisscows, базирующейся в Эгнахе, Швейцария. Она использует семантическое распознавание данных, которые дают более быстрые «ответы» на запросы. Swisscows не хранит данные пользователей. Swisscows также считает себя «дружественной к семье», поисковик старается фильтровать нежелательный контент для детей, порнографического и насильственного характера, при этом явные результаты полностью опущены. Серверы веб-сайта базируются в подземных центрах обработки данных под Швейцарскими Альпами.
Swisscows использует Google для веб-поиска, но также создала свой собственный индекс для издания на немецком языке. Она также имеет поиск музыки (на базе SoundCloud). C 2024 года является платным сервисом.

## История
Swisscows была основана в 2014 году Андреасом Вибе. По состоянию на 2018 год, по словам генерального директора Hulbee Андреаса Вибе, ежемесячно было 20 миллионов поисковых запросов.

### TeleGuard
В январе 2021 года компания запустила новый проект мессенджер TeleGuard, компания позиционирует его как безопасный мессенджер с сильным акцентом на конфиденциальность и защиту данных. Для регистрации не требуется номер телефона, вместо номера телефона программа использует некий набор цифр как уникальный идентификатор аккаунта пользователя, который пользователь может передавать тому, кому он посчитает нужным, и общаться с теми, с кем хочет, другие пользователи не будут видеть, что данный человек пользуется этой программой, как это происходит в других мессенджерах. Программа сама не добавляет и не осуществляет поиск и добавление контактов по номерам в вашем телефоне.

### Другие проекты
Компания Swisscows в 2022 году также запустила ещё несколько проектов: свой собственный VPN-сервис Swisscows.VPN и сервис электронной почты Swisscows.email.

## Edelcoin
У компании есть проект — криптовалюта Edelcoin, обеспеченная цветными и не цветными металлами.

## myVoice
В 2024 году вышло новое приложение, переводящее в реальном времени речь с одного языка на другой. 